# Northwest-Airlines-Flug 4422
Northwest-Airlines-Flug 4422 (Flugnummer: NW4422, Funkrufzeichen NORTHWEST 4422) war ein interkontinentaler Charterflug der Northwest Airlines vom Shanghai Longhua Airport zum LaGuardia Airport mit einem planmäßigen Zwischenstopp auf dem Merrill Field bei Anchorage. Am 12. März 1948 zerschellte auf diesem Flug die Douglas C-54G-1-DO (DC-4) NC95422 am Mount Sanford, wobei alle 30 Insassen starben. Obwohl das Wrack am Tag nach dem Unfall gesichtet wurde, wurde die Unfallstelle erst am 24. Juli 1999 bestiegen.

## Flugzeug
Bei der Maschine handelte es sich um eine 1945 gebaute Douglas C-54G-1-DO (DC-4) mit der Werknummer 35966 und der Modellseriennummer DO360. Die Maschine wurde zunächst als Militärflugzeug des Typs Douglas C-54E-5-DO Skymaster gefertigt und mit dem militärischen Luftfahrzeugkennzeichen 45-0513 an die United States Army Air Forces (USAAF) ausgeliefert. Nach ihrem Dienstende beim Militär wurde die Maschine in eine zivile DC-4 umgebaut und an Northwest Airlines verkauft, bei welcher sie mit dem Luftfahrzeugkennzeichen NC95422 in Betrieb ging. Das viermotorige Langstreckenflugzeug war mit vier Sternmotoren des Typs Pratt & Whitney R-2000-2SD-13G Twin Wasp ausgestattet. Bis zum Zeitpunkt des Unfalls hatte die Maschine eine Gesamtbetriebsleistung von 3.306 Betriebsstunden absolviert.

## Passagiere und Besatzung
Den Flug auf dem betroffenen Flugabschnitt hatten 24 Passagiere angetreten. Es handelte sich dabei ausnahmslos um US-amerikanische Seeleute, die zuvor mit einem Frachtschiff von Pennsylvania nach China gereist waren. Es befand sich eine sechsköpfige Besatzung an Bord, bestehend aus zwei Flugkapitänen, einem Ersten Offizier, einem Navigator, einem Purser und einer Flugbegleiterin:
- Der Flugkapitän James G. van Cleef wurde am 27. Juni 1942 durch Northwest Airlines eingestellt. Er verfügte über 4.453 Stunden Flugerfahrung, von denen 733 Stunden auf die Douglas DC-4 entfielen. Das Unfallgebiet hatte er auf vorangegangenen Flügen insgesamt 21-mal in der Rolle des Flugkapitäns überflogen.
- Der Flugkapitän Robert G. Petry war am 9. September 1942 eingestellt worden. Er verfügte über 8.324 Stunden Flugerfahrung, von denen er 728 Stunden im Cockpit der Douglas DC-4 abgeleistet hatte.
- Der Erste Offizier J. J. Stickel gehörte seit dem 3. Mai 1944 zur Belegschaft der Northwest Airlines und hatte seitdem 4.772 Stunden Flugerfahrung abgeleistet, darunter 779 Stunden mit der Douglas DC-4.
- Der Navigator Wayne W. Worsley war am 25. November 1946 durch Northwest Airlines eingestellt worden und verfügte über 2.556 Stunden Flugerfahrung.
- Der Flugmechaniker Donald L. Rector befand sich seit dem 18. Oktober 1939 in einem Anstellungsverhältnis mit Northwest Airlines.
- Der Purser Robert Haslett gehörte Northwest Airlines seit dem 11. Oktober 1945 an.

Bei den Passagieren handelte es sich um US-amerikanische Matrosen, die mit einem Frachtschiff nach China gekommen waren.

## Unfallhergang
Die Maschine startete um 20:12 Uhr in Anchorage und stieg auf ihre Reiseflughöhe von 11.000 Fuß. Um 20:28 Uhr meldeten die Piloten, dass sie den Knotenpunkt Wasilla überflogen. Der letzte Funkverkehr erfolgte um 21:03 Uhr, als die Maschine den Knotenpunkt Gulkana überflog. Ab diesem Punkt war der Flug auf einem Kurs von 23 Grad in Richtung Norden vorgesehen, um den Mount Sanford in einer sicheren Entfernung zu umfliegen. Die Maschine setzte ihren Flug in Richtung des Bergs fort, an dem sie um 21:14 Uhr zerschellte. Die Wrackteile rutschten nach dem Aufprall 3.000 Fuß (gut 900 Meter) den Hang hinunter.

## Unfalluntersuchung
Das Civil Aeronautics Board übernahm nach dem Unfall die Ermittlungen zur Unfallursache. Der Abschlussbericht wurde am 23. Juli 1948 fertiggestellt und fünf Tage später veröffentlicht. Die Ermittler waren der Ansicht, dass die Piloten versucht hatten, eine nicht autorisierte Abkürzung zu fliegen und daher bewusst von der sicheren Luftstraße abwichen. Sie steuerten die Maschine vermutlich gegen den Mount Sanford, da ihre Sicht auf diesen durch Wolken, Polarlichter oder beides verhüllt war.
Obwohl die Unfallstelle am Tag nach dem Unfall gesichtet wurde, war sie zu diesem Zeitpunkt nicht begehbar. Die Unfallstelle konnte lediglich durch ein Suchflugzeug überflogen werden, das jedoch in dem unwegsamen Gelände unmöglich landen konnte. Sie wurde erst am 24. Juli 1999 durch zwei Verkehrspiloten und passionierte Bergsteiger erreicht, die unter anderem einen mumifizierten menschlichen Arm, persönliche Gegenstände und einen Propeller bergen konnten.